# Міжнародний день іспанської мови
Міжнародний день іспанської мови або День іспанської мови в ООН (ісп. Día del Idioma Español en las Naciones Unidas) ; (англ. UN Spanish Language Day)  — свято, що відзначається 23 квітня.. 
Свято «Міжнародний день іспанської мови» було засновано ООН в 2010 році для святкування багатомовності та культурного різноманіття, а також для сприяння рівноправному використанню всіх шести офіційних мов ООН..
Дата святкування встановлена ООН в день відзначення смерті Мігеля Сервантеса.
Аналогічні свята засновано також для інших п’яти офіційних мов ООН.